# 청계산 (경기/서울)

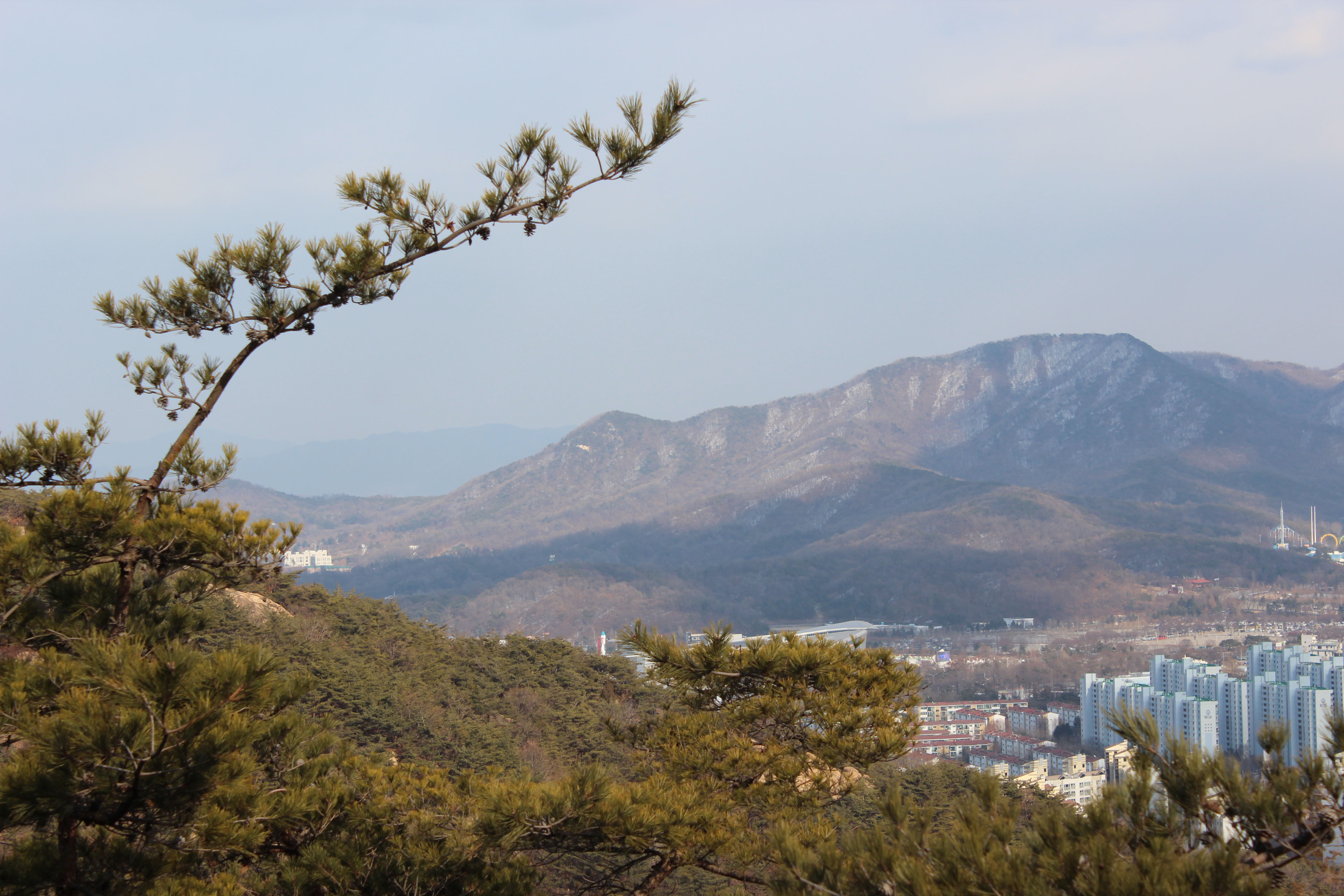
관악산 동쪽에서 본 청계산의 서쪽 모습

청계산(淸溪山)은 대한민국 서울특별시 서초구와 경기도 과천시, 성남시, 의왕시의 경계에 걸쳐 있는 산이다. 대표적인 편마암 산이며 최고 높이의 좌표는 경기도 성남시 수정구 상적동 산 73-14번지에서 220m 남서쪽으로 위치해 있다.

## 지리
경부고속도로 양재 나들목의 서쪽 방향에서 시작한 산세는 반대편으로는 과천시의 서울대공원, 성남시 수정구 상적동과 금토동, 의왕시 청계동과도 이어져 있다. 1950년대 이후 오늘날까지 청계산 곳곳에 군사시설이 있으므로, 등산 시 군사시설 출입·촬영금지의 주의가 요구된다.
청계산은 한남정맥(漢南正脈)에 속해있는 산으로 칠장산 죽산)에서 시작한 백두대간의 줄기로 도덕산·국사봉(안성)·상봉·달기봉·무너미고개·함박산(函朴山:349.3m, 용인)·학고개·부아산·메주고개(覓祖峴)·석성산·할미성·인성산(仁聖山:122.4m, 용인)·형제봉·광교산(光敎山:582m)·백운산(白雲山:560m)·수리산·국사봉(國思峯:538m)·청계산(淸溪山:618m)·응봉(鷹峯:348m)·관악산·소래산(蘇來山)·성주산(聖住山)·철마산·계양산(桂陽山)·가현봉(歌弦峯)·필봉산(筆峯山)·학운산(鶴雲山)·것고개·문수산 등으로 이어주고 있다.

### 지질
청계산의 모암은 호상 흑운모 편마암과 세립질 편마암이 각각 약 45%씩 차지하여 대부분을 차지하고 있고 우백질 편마암, 화강암질 편마암, 산성암맥 및 석회암이 국지적으로 출현하였으며, 저지대의 경작지 인접지역에는 충적층을 볼 수 있다. 모암의 특성상 풍화가 빠르게 진행되어 깊이가 깊고 입자가 고운 갈색 산림 토양이 형성되고 있다.

## 전해오는 이야기
주봉인 망경대(望景臺) 주위로 옥녀봉(玉女峯)·청계봉(582 m)·이수봉(二壽峯)이 모여 있다. 숲이 울창하고 계곡은 깊고 아늑하여 찾는 사람이 많다. 특히 이수봉은 무오사화(戊午士禍)에 연루된 정여창이 이곳에 숨어 위기를 두 번이나 모면하였다고 지어진 이름으로 봉은 높지 않지만 남북으로 흐르는 능선을 중심으로 산세가 수려하게 펼쳐져 있다.
정상에 서면 북서쪽으로 펼쳐진 계곡 아래 과천시와 동물원, 식물원이 있는 서울대공원, 각종 놀이기구가 있는 서울랜드, 국립현대미술관, 과천 경마장이 한눈에 내려다 보이지만 과천의 서울대공원에서 바라보면 대공원 뒤에 병풍처럼 둘러있으며 바위로 되어 있는 정상인 망경대가 우뚝 솟아 보인다.
산 중턱에는 경기도 등록 문화재(자료 제6호)로 지정되어 있는 청계사가 있다. 고려말 이색의 시에 ‘청룡산(靑龍山)’으로 부른 기록으로 보아 과천 관아의 왼편에 해당되어 좌청룡에서 청룡산의 산명이 유래하였다고 전해진다. 한편 청룡이 승천했던 곳이라 청룡산으로 불렀다는 설도 있지만 맑은 계곡이라는 뜻의 청계산(淸溪山)이란 비슷한 음으로 변이되어 『신증동국여지승람(新增東國輿地勝覽)』에는 청룡산으로 명시되어 있다. 높이는 618m으로 서쪽에 위치한 관악산(冠岳山, 629m)과 더불어 서울의 남쪽지역의 쌍벽을 이루는 산이다.
관악산, 청계산에서 발원한 양재천은 과천시를 거쳐 서울 강남까지 흐르다가 탄천과 합해지는 한강의 지류다. 양재천의 옛 이름은 공수천이었으며 백로가 빈번히 날아든다고 해서 학여울이라고도 불렸다.
또한 성남시 수정구 금토동 530번지 일대인 청계산 자락에 위치한 남공철의 집터는 정조와 순조를 걸쳐 50년간 벼슬한 세도가의 것이라고 볼 수 없을 정도로 폐허가 돼 있는데 44세 되던 순조 1년(1801년)에 옥경산장 남공철은 청계산 자락에 우사영정(又思潁亭)을 마련하였다는 기록이 남아있다.

## 산행코스
산등성이에 오르면 북서쪽으로 과천시와 서울대공원과 서울랜드, 국립현대미술관이 내려다 보인다．이곳에서 오른쪽으로 오르면 옥녀봉이고 왼쪽으로 오르면 매봉을 거쳐 청계산의 정상 망경대에 이른다. 정상인 망경대는 군부대가 위치하고 있어 진입이 불가하다. 서울대공원이 푸른 숲과 맑은 공기를 자랑하는 청계산 기슭의 산림욕장이 1998년 6월에 개되었다. 7.38km 길이의 산림욕장에는 얼음골 숲 등 8만1500m2 면적에 11곳의 휴식공간이 갖춰져 있다.
- 서초구 양재동 방면은 서울 시민들이 주로 찾는 등산로로, 청계골이나 원터골에서 시작하며 모두 지하철 양재역에서 오는 버스가 있다.
- 서초구 원지동 방면은 시민휴식처로 등산로가 잘 정비되어 있고 교통도 좋아 이곳을 주로 이용하지만 성남시 상적동과 금토동, 의왕시 청계동쪽에서 올라오는 등산객도 많다. 맑은 계곡이라는 이름처럼 울창한 산림의 산세와 맑고 깨끗한 물로 인기가 높다.

## 방송송신시설
| FM라디오 |             |          |      |                               |
| 주파수   | 방송국명    | 호출부호 | 출력 | 가시청권                      |
| 94.5㎒   | YTN NEWS FM | HLQV-FM  | 3㎾  | 수도권 일부, 충청도 북부 일부 |

## 사건 사고
- 청계산 수송기 추락 사고

## 같이 보기
- 관악산
- 구룡산
- 광교산
- 서울특별시의 지질